# Črna pri Kamniku
Črna pri Kamniku – wieś w Słowenii, w gminie Kamnik. W 2018 roku liczyła 169 mieszkańców.